# Vannes Olympique Club
El Vannes Olympique Club es un club de fútbol francés de la ciudad de Vannes situada en la región de Bretaña. Fue fundado en 1998 y juega en el Championnat National 3, quinta categoría del fútbol francés.

## Historia
Este equipo nació de la unión del Véloce Vannetais y del FC Vannes (antiguamente UCK Vannes). El Véloce Vannetais era un club polideportivo fundado en 1892 cuya sección de fútbol fue creada a principios del siglo XX. El segundo club de la ciudad era el UCK Vannes, fundado en 1946 que se convirtió en 1991 en el FC Vannes.
Durante los años ochenta ambos clubs militan en la tercera división. Durante los años noventa ambos clubes sufren serias dificultades y en 1998 se produce la fusión. El club asciende a Championnat National al finalizar la temporada 2004/05.
Dos temporadas más tarde, en la 2007/08, el Vannes Olympique logró su ascenso a la Ligue 2, segunda división, luego de coronarse campeón del Championnat National.

## Uniforme
- Uniforme titular: Camisa blanca con negro, pantalón negro, medias blancas.
- Uniforme alternativo: Camisa roja, pantalón blanco, medias rojas.

## Palmarés

### Torneos nacionales
- Championnat National (1): 2007-08.
- CFA2 Grupo K (1): 2017-18.
- Division d'Honneur (Brittany) (1): 1998
- Subcampeón de la Copa de la Liga de Francia (1): 2008-09